# Доколониальная Гайана

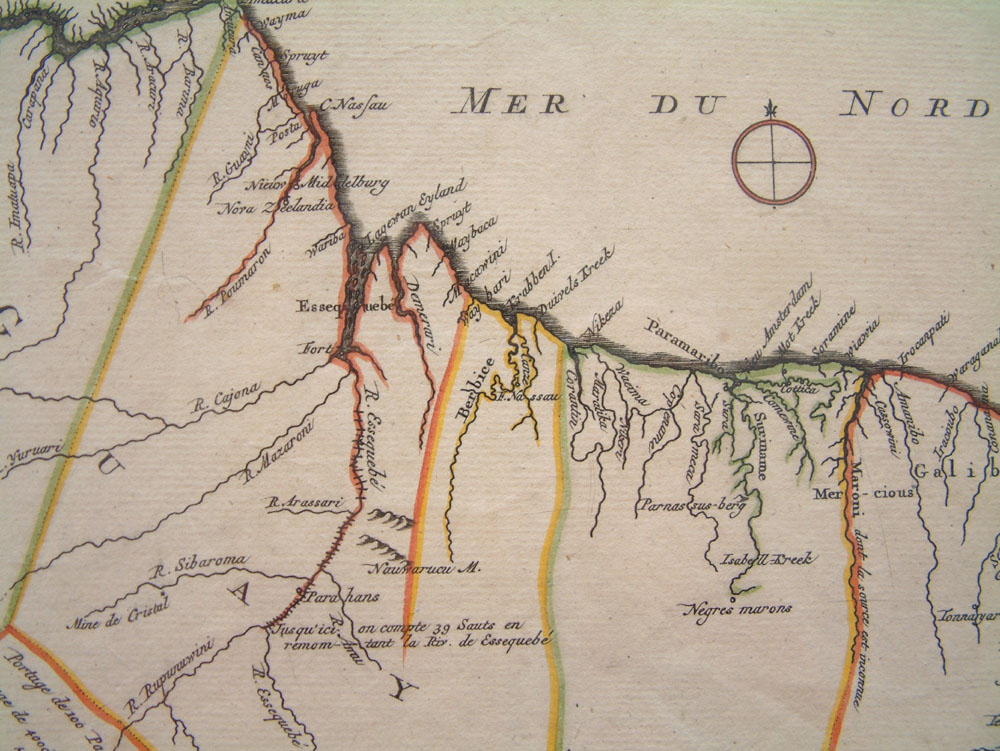

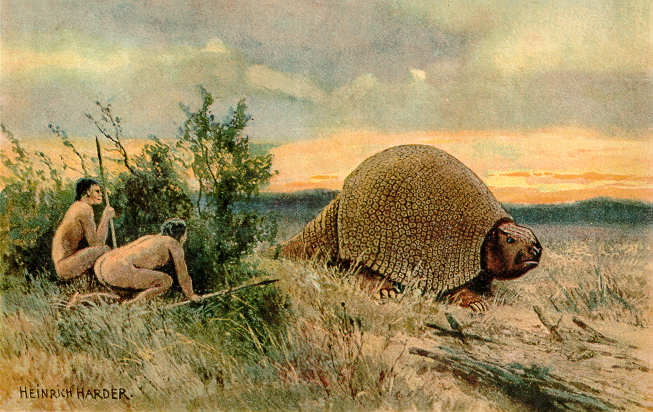
Палеоиндейцы охотятся на глиптодона. Фантазия Генриха Хардера. 1920 год

Доколониа́льная Гайа́на — первоначальный период в истории Гайаны, окончившийся открытием Христофором Колумбом её побережья в 1498 году.
В 10-м тысячелетии до н. э. территорию Гайаны заселило большое количество индейских племён, мигрировавшее из саванны Сипаливини в Суринаме. Оно представляло собой кочевых охотников и собирателей, промышлявших ныне вымершими мегатериями, обитавшими на Карибах в целом. В настоящее время образ жизни населения в течение данного периода, получившего наименование палеоиндейского, недостаточно прояснён. Тем не менее в районе рек Мау и Куюни были обнаружены наконечники индейских каменных орудий труда.
В 5300—1500 годах до н. э. в Гайане получила распространение культура алака, фактически тождественная ортоироидной, существовавшей на южной гряде Антильских островов (в частности, на Тринидаде). Её представители занимались растениеводством и сбором раковин моллюсков. Их обломки, превращённые в кучи, служили материалом для жилищ и могил. В число наиболее известных стоянок данного типа входят Барабина, Пирака и Сирики. В раковинной куче Сирики было обнаружено захоронение девяти лиц различных возрастов. На древнейшей стоянке Карибского бассейна Банвари-Трейс сооружение могилы человека производилось тождественным образом. Тем не менее подобные кучи не обнаружены на территории иных южноамериканских государств, граничащих с Гайаной (например, в Суринаме).
К моменту начала европейской колонизации местные племенные союзы (например, макуши и вапишана) овладели примитивными навыками гончарного мастерства. При ведении раскопок в местах торговли европейцев с индейцами археологи, помимо товаров первых, довольно часто обнаруживают керамические изделия, выполненные последними.